# Buna-Werke

Logo 1954-1990

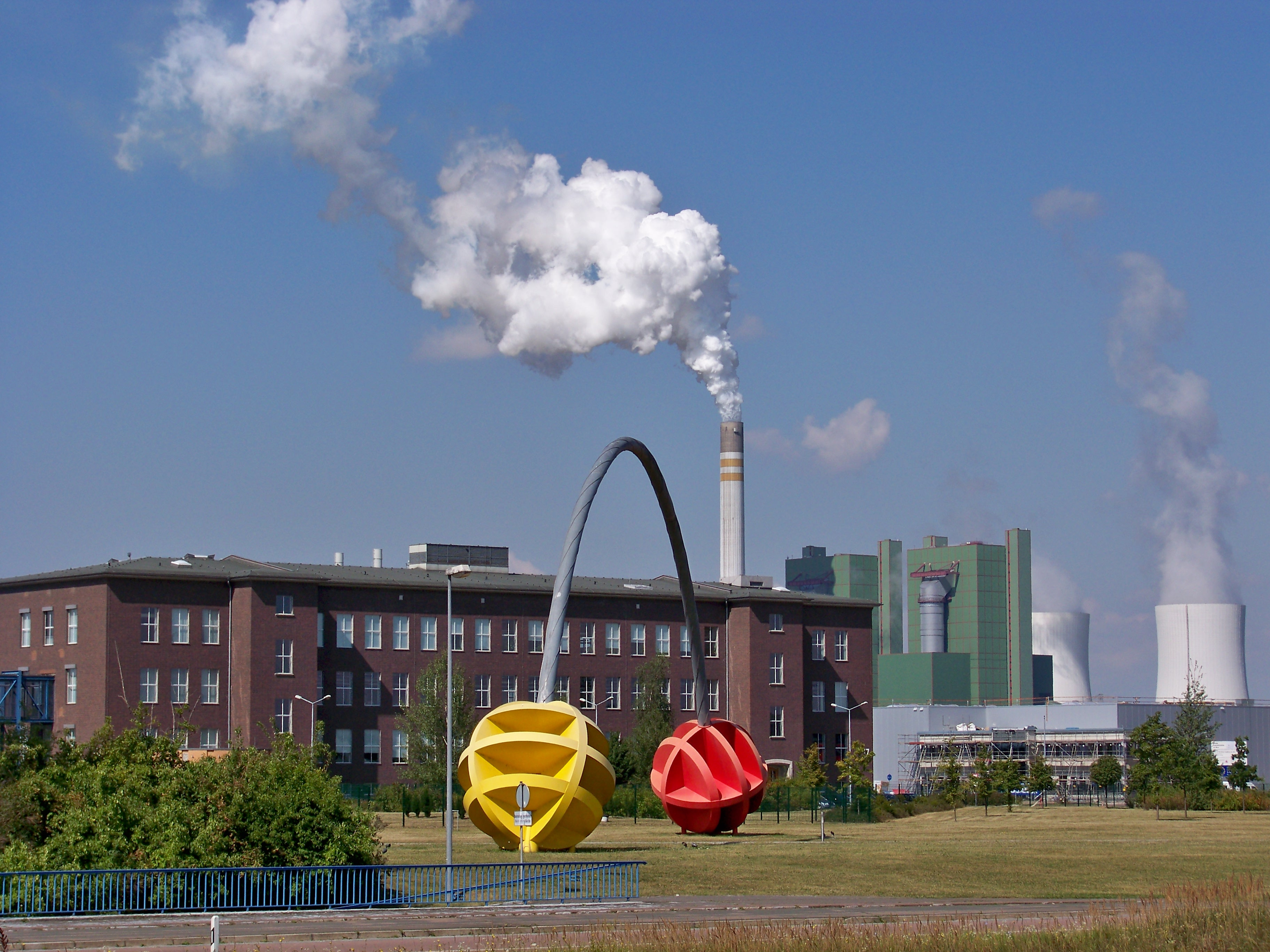
Buna-Werke, 2009

Buna-Werke, Buna, (av BUtadien-NAtrium) är en kemisk fabrik i Schkopau i Sachsen-Anhalt i Tyskland. 
Anläggningen uppfördes ursprungligen av IG Farben 1935. Efter kriget övertogs anläggningen i Schkopau av östtyska staten och omvandlades till ett folkägt företag. Under DDR-tiden var anläggningen mycket miljöförstörande men har under nya ägare omvandlats till en modern anläggning. Omstruktureringen inleddes av Treuhandanstalt. 
Buna-Werke hade via ägaren IG Farben under andra världskriget en produktionsanläggning i Auschwitz (Monowitz).